# Alejo Muniz
Pour les articles homonymes, voir Muniz.
Alejo Muniz est un surfeur professionnel argentino-brésilien né le 22 février 1990 à Mar del Plata, en Argentine. Il participe aux compétitions sous la nationalité brésilienne contrairement à son frère Santiago, également surfeur professionnel, qui concourt avec sa nationalité argentine.

## Biographie
Il arrive premier au Billabong Pro Junior Series de 2008 puis cinquième à la même compétition 5 mois après.
Le 26 janvier 2009, il se place troisième au Hurley Burleigh Pro Junior (Australie) puis arrive la même année en tête de podium au Estoril Quiksilver Pro (Portugal).
En août 2009, il est encore premier aux Mormaii Pro Junior (Brésil).
Entre janvier et février 2010, il monte sur le podium trois fois : deux fois au Brésil et une fois en Australie.
Le 31 juillet 2010, il arrive 2e au US Open Junior Pro d'Huntington Beach (Californie).
Le 22 août 2010, il se classe 2e au Sooruz Lacanau Pro de Lcanau (France).
Le 1er novembre 2010, il se classe 5e aux Islas Canarias Santa Pro de Lanzarote.
Le 15 février 2011, il se classe 1er aux Hang Loose Pro de Fernando de Noronha (Brésil).
Le 26 février 2011, il se classe 5e au Quiksilver Pro de Gold Coast (Australie).
Le 14 juillet 2011, il se classe 5e au Billabong Pro de Jeffreys Bay (Afrique du Sud).
Le 4 septembre 2011, il se classe 3e au Quiksilver Pro New York à Long Island.
Le 4 octobre 2011, il se classe 5e au Quiksilver Pro France dans les Landes et gagne
Le 1er novembre 2011, il se classe 3e au Ripcurl Search à San Francisco.
Le 9 mai 2012, il se classe 5e au Billabong Pro Rio.
Il participe également à de nombreuses autres compétitions comme aux Nike Lowers Pro (Californie), aux Billabong Pipe Master (Hawaii), aux Billabong Pro Teahupoo (Tahiti), aux Nike US Open of Surfing (Californie), aux O'Neill World Cup (Hawaii) ou encore aux Billabong presents Surf Eco Festival (Brésil) où il arrive 1er en octobre 2009.

## Palmarès et résultats

### Saison par saison
- 2015 :
  - 1er du Burton Automotive Pro à Newcastle (Australie)[1]
  - 1er du Ballito Pro à Ballito (Afrique du Sud)[2]